# George Villiers (6e comte de Clarendon)
Pour les articles homonymes, voir George Villiers et Villiers.
George Herbert Hyde Villiers (7 juin 1877-13 décembre 1955), est un homme politique conservateur britannique de la famille Villiers. Il est Gouverneur général d'Afrique du Sud de 1931 à 1937. 6e comte de Clarendon, il est titré Lord Hyde de 1877 à 1914.

## Biographie

### Jeunesse
Il est le fils unique d'Edward Villiers et de Caroline Elizabeth Agar, fille de James Agar, 3e comte de Normanton. George Villiers, trois fois ministre des Affaires étrangères, est son grand-père. 

### Carrière politique
Il prend son siège sur les bancs conservateurs de la Chambre des lords à la mort de son père en 1914. Lorsque Andrew Bonar Law devient Premier ministre en 1922, il nomme Clarendon capitaine de l'honorable Corps of Gentlemen-at-Arms (whip en chef du gouvernement à la Chambre des lords), poste qu'il occupe également sous Stanley Baldwin jusqu'en janvier 1924, puis de nouveau à partir de décembre 1924 à 1925. Il est ensuite le premier sous-secrétaire d'État aux Affaires nationales jusqu'en 1927. En 1931, Clarendon est nommé Gouverneur général d'Afrique du Sud, poste qu'il occupe jusqu'en 1937. Au cours de son mandat de gouverneur général de l'Afrique du Sud, il est également chef scout de l'Afrique du Sud. Clarendon High School for Girls et ses écoles associées, Clarendon Primary School et Clarendon Preparatory School à East London, en Afrique du Sud, portent son nom. 
Il est plus tard Lord-chambellan entre 1938 et 1952. Il est admis au Conseil privé en 1931 et fait chevalier de la jarretière en 1937. 

## Famille
George Villiers épouse Adeline Verena Ishbel Cocks, fille de Herbert Haldane Somers Cocks, en 1905. 
Ils ont trois enfants: 
- George Villiers, tué dans un accident de tir en Afrique du Sud en 1935, laissant un fils George Frederick Laurence et une fille posthume, Rosemary[4]
- (Nina) Joan Villiers
- (William) Nicholas Villiers. Sa fille, Elizabeth, est devenue la première filleule de la reine Élisabeth II

Il est décédé en décembre 1955, à 78 ans. Le comté passe alors à son petit-fils, Laurence. 